# IIIe siècle av. J.-C.
Voir aussi : Liste des siècles, Chiffres romains
Le IIIe siècle av. J.-C. commence le 1er janvier 300 av. J.-C. et finit le 31 décembre 201 av. J.-C.

## Événements
- 323-30 av. J.-C. : époque hellénistique.

### Afrique
- Début du IIIe siècle : construction du Medracen, mausolée royal de Numidie, près de Batna[1]. Il témoigne, avec le tombeau dit de la Chrétienne, près de Tipaza, plus tardif, de l’importance des royaumes berbères constitués à l’ouest du territoire carthaginois, avant que s’affirme la puissance de la Numidie sous Syphax et Massinissa. Ils sont composés de grandes tribus nomades qui se déplacent avec des huttes (mapalia) qui peuvent être montées sur roues[2]. Les royaumes des Massyles et des Massæsyles, ainsi que la Maurétanie et son roi Baga, sont attestés à la fin du siècle lors de la deuxième guerre punique[3].

- 305/4-30 av. J.-C. : la dynastie des Ptolémées ou lagide règne en Égypte[4]. Le royaume lagide connait son apogée puis entame un lent déclin après le règne de Ptolémée IV (222-205 av. J.-C.)[5]. Les Ptolémées introduisirent en Égypte, pays essentiellement agricole vivant en autarcie, une économie moderne : diffusion des outils de fer et du froment, monnaie, banque[6]...
- Vers 280 av. J.-C. : inauguration du phare d’Alexandrie[7].

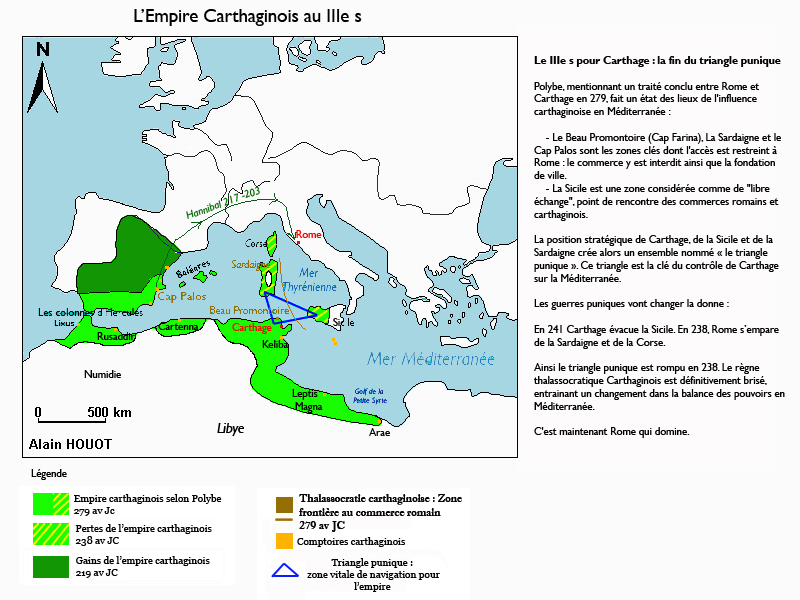
L'Empire carthaginois au

- 264-241 av. J.-C. : la première guerre punique oppose Rome et Carthage[3].
- Vers 250 av. J.-C. : fondation de la ville de Djenné-Djeno au Mali, la plus vieille cité d’Afrique de l’ouest. Elle se développe à partir d’un petit groupe de huttes rondes en glaise, occupées par un peuple connaissant le fer, qui devient une véritable ville vers 450[8]. Ce centre cosmopolite, découvert en juillet 1983, atteint 10 000 habitants environ vers l’an 800 et est mystérieusement abandonné vers 1400.
- 218-202 av. J.-C. : la deuxième guerre punique oppose Rome et Carthage[9].

### Amérique
- Vers 350-200 av. J.-C. : Monte Albán, en Oaxaca (Mexique), compte jusqu’à 16 000 habitants[10].
- 300 av. J.-C.-200 : préclassique récent en Mésoamérique[11]. Les traits caractéristiques de la civilisation maya sont en place, avec des centres cérémoniels et un système d’écriture.

### Asie
- IIIe siècle : débuts de l’âge du fer en Mongolie[12]. Les Xiongnu entrent dans l'histoire en 318 av. J.-C. quand ils sont cités dans la coalition de Wei, Han et Zhao contre Qin[13].
- Vers 300-270 av. J.-C. : construction en Chine de murs défensifs au nord de Qin, de Yan et de Zhao. Après 304 av. J.-C., le roi de Zhao Wuling (325-299 av. J.-C.) fortifie par une muraille sa frontière au nord de la boucle des Ordos contre les incursions des nomades. Le royaume de Yan en bâtit une peu de temps après vers 290 av. J.-C. dans la plaine mandchoue, celui de Qin en 270 av. J.-C.[14].
- Vers 300 av. J.-C. : formation du royaume Chola, dans l'extrême sud de l'Inde (fin en 1279)[15].

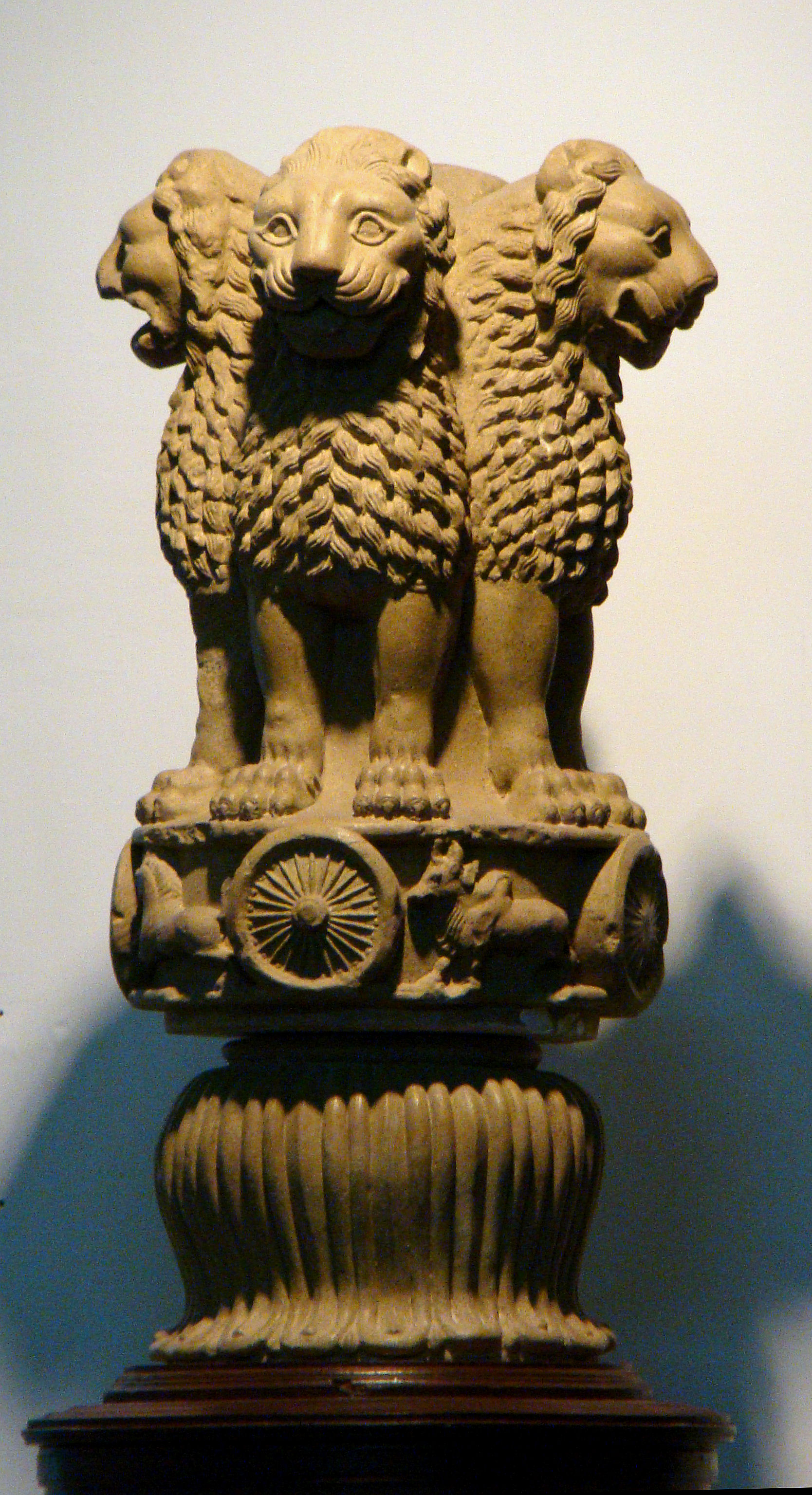
Chapiteau de Sarnath, érigé vers 250 en Inde, composé de quatre lions adossés, dominant une colonne de près de 20 mètres marquant l’emplacement de la première prédication du Bouddha.

- 269-232 av. J.-C. : règne d’Ashoka sur l’Empire maurya en Inde. En 261 av. J.-C., il conquiert le Kalinga après une guerre sanglante, puis adopte les principes non-violents du bouddhisme. Il fait ériger dans tous l’empire des piliers de pierre sur lesquels sont inscrits des Édits qui encouragent la tolérance religieuse et diffusent les principes du bouddhisme[16]. Les piliers sont rédigés en écriture brahmi et kharoshthi, sans doute d’origines araméennes, mais aussi en grec et en araméen dans la région de Kaboul et de Kandahar[17].

- 257-208 av. J.-C. : royaume de Âu Lạc au Viêt Nam, fondé par la dynastie Thục [18].

- 246 av. J.-C. : établissement du royaume gréco-bactrien par le satrape Diodote[19]. Vers 239 av. J.-C., il se proclame indépendant des Séleucides[20]. Prospérité de la cité d'Ai-Khanoum en Afghanistan, construite entre 280 et 250 av. J.-C.[21]. Le philosophe Cléarque de Soles aurait fait graver au début du siècle le texte des maximes de Delphes attribuées aux Sept sages sur un bloc de calcaire, l'inscription de Kinéas, retrouvée dans le sanctuaire (hérôon) du fondateur de la ville[22]. Ashoka et son successeur Dasharatha ordonnent la création des sept grottes de Barabar près de Gaya, au Bihar, pour les moines Ajivika[23].
- 221 av. J.-C. : fin de la période des Royaumes combattants et début de l'ère impériale en Chine : ayant pris l'ascendant sur les autres États, le royaume de Qin entame une grande campagne d'unification, qui aboutit à la création de la Chine impériale. Le roi Ying Zheng devient Qin Shi Huangdi, le Premier Empereur. La dynastie Qin conserve le trône 15 ans seulement[24].
- 206 av. J.-C. : fin de la dynastie Qin, et fondation de la dynastie Han par Liu Bang en Chine[24].

- Le bouddhisme est introduit au Népal à l’époque d’Ashoka. La région est alors gouvernée par la dynastie tibétaine des Kirata (en). Les Lichhavi leur succèdent au IVe siècle et règnent sur la vallée centrale jusqu’au VIIIe siècle[25].

### Proche-Orient
- 274-168 av. J.-C. : guerres de Syrie entre le royaume lagide et les Séleucides pour la domination de la Cœlé-Syrie[26].
- 247-238 av. J.-C. : fondation de l'Empire parthe en Iran[4].

- Selon Ératosthène (v. 273-192 av. J.-C.), l’Arabie du Sud (Arabie heureuse) est formée de quatre royaumes sémitiques indépendants : royaumes des Minéens, des Sabéens, des Cattabaniens et de Chatramotites[27]. Ils vivent largement du commerce des aromates avec le monde grec (encens, myrrhe, cannelle, etc.).

### Europe
- 323-31 av. J.-C. : période hellénistique grecque.
- Vers 300-100 av. J.-C. : période hellénistique étrusque.
- Vers 300-200 av. J.-C. : les Sarmates (Alains, Roxolans, Iazyges), venant de la région comprise entre Don et Oural, dominent la région du Danube à la Caspienne et à la Baltique au nord au détriment des Scythes.
- Vers 300 av. J.-C. : installation de Belges en Gaule septentrionale : Ambiani (vers Amiens), Atrébates (vers Arras), Bellovaques (vers Beauvais), Calètes (dans le pays de Caux), Éburons (vers Tongres), Lexoviens (à l'embouchure de la Seine), Ménapiens (à l’embouchure de l’Escaut), Morins (vers Boulogne), Nerviens (dans le Brabant), Rèmes (vers Reims), Suessions (vers Soissons), Véliocasses (dans le Vexin)[28].
- Vers 290 av. J.-C. : homme de Grauballe, sacrifié, retrouvé en état de conservation parfaite dans une tourbière du Danemark.[réf. nécessaire]
- Vers 250 av. J.-C. : au milieu du siècle, les peuples celtes des Volques Tectosages et des Volques Arécomiques s’installent en Languedoc. Les fouilles de l’oppidum d’Ensérune attestent de la présence celte vers 230 av. J.-C.[29]. La tribu gauloise des Parisii s'établit dans la région du Paris actuel[30].
- 218 av. J.-C. : les Allobroges sont mentionnés par l'historien grec Polybe à l’occasion du récit du passage des Alpes par Hannibal. Ils vivent dans une région s’étendant sur le nord-ouest des Alpes entre la vallée du Rhône et la vallée du Léman (les actuels départements de Haute-Savoie, Savoie, Isère et une partie de la Suisse romande)[31].

- Des Germains, venus probablement des pays scandinaves migrent vers le sud : Cimbres dans le Jutland, Suèves (à l’est de l’Elbe puis au IIe siècle av. J.-C. entre Rhin et Danube et en Souabe), Bastarnes et Skires à partir de leurs bases sud-suédoises et baltiques vers le Sud-Est où ils atteignent le delta du Danube en compagnie des Galates et menacent les villes grecque de la mer Noire (décret de Protogenos d’Olbia, vers 230 av. J.-C.)[32].

- Les combats dans le monde hellénistique attirent des mercenaires celtes vers les Balkans, notamment lors de la guerre chrémonidéenne (268-261 av. J.-C.) et de la prise de Phoinikè en 230 av. J.-C.[33].

- Rome devient une puissance méditerranéenne : elle bat les Samnites (guerres samnites) et conquiert l’Italie centrale, puis bat Carthage (guerres puniques) et en 202 av. J.-C. domine la Méditerranée occidentale (Sicile, Sardaigne, Hispanie, Illyrie).

- Important développement de la viticulture dans le Bosphore (Crimée), autour de Panticapée, à partir de l’époque hellénistique jusqu’au Ier siècle av. J.-C.[34].

## Personnages significatifs
- Carthage :
  - Hannibal Barca (- 247 ; -183)
- Monde grec
  - Archimède de Syracuse  (-287 ~ -212)
  - Aristodama
- Égypte antique
  - Ptolémée Ier Soter (-305 ~ -285)
  - Ptolémée II Philadelphe (-285 ~ -246)
  - Ptolémée III Evergète (-246 ~ -222)
  - Ptolémée IV Philopator (-222 ~ -205)
  - Ptolémée V Epiphane (-204 ~ -180)
- Inde
  - Ashoka (-273 ~ -232)
- Chine
  - Qin Shi Huangdi (-245 ~ -210)